# Pat Irwin
Patrick Irwin (* 17. Mai 1955) ist ein US-amerikanischer Komponist und Musiker.
Irwin besuchte bis 1977 die Tisch School of the Arts. Als Empfänger eines Thomas-J.-Watson-Stipendiums ging er dann nach Paris, um über dorthin ausgewanderte amerikanische Jazzmusiker zu schreiben. In Paris besuchte er Kompositionsworkshops bei John Cage und schrieb mit William S. Burroughs ein Musical, das jedoch verloren ging.
1979 kehrte er in die USA zurück und gründete in New York zwei Bands,  The Raybeats (mit George Scott, Don Christensen und Jody Harris von den Contortions) und Eight Eyed Spy (mit Lydia Lunch und Jim Sclavunos von Teenage Jesus) – die eine Rolle im No Wave spielten. Von 1989 bis 2008 gehörte er der Gruppe The B-52s an. Aktuell tritt er mit dem PI Power Trio (mit Sasha Dobson und Daria Grace) und der Gruppe SUSS auf und ist im Projekt Music For Electric Guitar and Piano aktiv.
Als Komponist wurde Irwin vor allem mit seinen Musiken zu Zeichentrickserien wie Rocko's Modern Life, Pepper Ann und Class of 3000 bekannt. Für seine Musik zur Serie SpongeBob SquarePants wurde er 2011, 2012, 2013 und 2014 mit dem ASCAP Film & Television Awards ausgezeichnet. Er komponierte auch Musik zu Fernsehserien (u. a. Feed the Beast, Nurse Jackie, Bored to Death), zu Independent-Filmen (But I’m A Cheerleader, My New Gun, Bam Bam And Celeste) und der Dokumentation Fall To Grace. Das Grinell College zeichnete ihn 2012 mit einem Ehrendoktortitel aus. Irwin unterrichtet Filmmusikkomposition an der Tisch School of the Arts und am Brooklyn College.

## Weblink
- Pat Irwin Music